# Svenska Superligan 2016/17
Die Svenska Superligan 2016/17 ist die 22. Austragung der Schwedischen Unihockeymeisterschaft.

## Meisterschaft

### Hauptrunde

#### Teilnehmer
| Mannschaften          | Stadt       |
| --------------------- | ----------- |
| IBF Falun             | Falun       |
| Växjö IBK             | Växjö       |
| Mullsjö AIS           | Müllsjö     |
| Storvreta IBK         | Storvreta   |
| Linköping IBK         | Linköping   |
| IBK Dalen             | Umeå        |
| Pixbo Wallenstam IBK  | Mölnlycke   |
| FC Helsingborg        | Helsingborg |
| IK Sirius IBK         | Uppsala     |
| AIK IBF               | Solna       |
| Team Thorengruppen SK | Luleå       |
| Höllvikens IBF        | Höllviken   |
| Karlstad IBF          | Karlstad    |
| Warberg IC            | Varberg     |

#### Tabelle
|     | Mannschaft            | Sp | S  | O (SD) | V  | T   | T   | TD  | P  |
| --- | --------------------- | -- | -- | ------ | -- | --- | --- | --- | -- |
| 1.  | IBF Falun             | 32 | 20 | 4 (0)  | 8  | 245 | 162 | 83  | 64 |
| 2.  | Växjö IBK             | 32 | 16 | 7 (5)  | 9  | 194 | 154 | 40  | 60 |
| 3.  | Mullsjö AIS           | 32 | 16 | 10 (2) | 6  | 206 | 173 | 33  | 60 |
| 4.  | Storvreta IBK         | 32 | 17 | 5 (2)  | 10 | 192 | 151 | 41  | 58 |
| 5.  | Linköping IBK         | 32 | 16 | 7 (3)  | 9  | 166 | 148 | 18  | 58 |
| 6.  | IBK Dalen             | 32 | 13 | 9 (3)  | 10 | 147 | 133 | 14  | 51 |
| 7.  | Pixbo Wallenstam IBK  | 32 | 15 | 6 (0)  | 11 | 176 | 177 | -1  | 51 |
| 8.  | FC Helsingborg        | 32 | 12 | 7 (2)  | 13 | 166 | 166 | 0   | 45 |
| 9.  | IK Sirius IBK         | 32 | 10 | 10 (3) | 12 | 146 | 165 | -19 | 43 |
| 10. | AIK IBF               | 32 | 11 | 5 (3)  | 16 | 186 | 213 | -27 | 41 |
| 11. | Team Thorengruppen SK | 32 | 10 | 5 (2)  | 17 | 143 | 202 | -59 | 37 |
| 12. | Höllvikens IBF        | 32 | 7  | 7 (2)  | 18 | 150 | 189 | -39 | 30 |
| 13. | Karlstad IBF          | 32 | 6  | 8 (4)  | 18 | 149 | 201 | -52 | 30 |
| 14. | Warberg IC            | 32 | 5  | 10 (4) | 17 | 140 | 172 | -32 | 29 |

### Playoffs
Das Playoff-Viertel- sowie Halbfinal werden im Modus Best-of-Seven ausgetragen. Der Playoff-Final wird als Superfinal im Ericsson Globe in Stockholm ausgetragen.

#### Viertelfinal
Die ersten vier Mannschaften der regulären Saison können sich den ersten Playoff-Gegner aus den Rängen fünf bis acht auswählen. Es wählt jeweils der 1. der regulären Saison und anschließend der 2. aus den verbleibenden Mannschaften.
|               |   |                      | Serie | 1         | 2         | 3         | 4   | 5   | 6   | 7   |
| ------------- | - | -------------------- | ----- | --------- | --------- | --------- | --- | --- | --- | --- |
| Växjö IBK     | – | Pixbo Wallenstam IBK | 4:0   | 2:1 n. V. | 7:5       | 9:3       | 5:3 | –   | –   | –   |
| Storvreta IBK | – | IBK Dalen            | 4:1   | 6:1       | 5:0       | 2:4       | 4:1 | 3:2 | –   | –   |
| Mullsjö AIS   | – | Linköping IBK        | 4:3   | 4:3       | 6:5 n. V. | 5:4 n. V. | 5:4 | 4:3 | 3:4 | 8:7 |
| IBF Falun     | – | FC Helsingborg       | 4:1   | 9:2       | 4:7       | 7:1       | 7:3 | 9:5 | –   | –   |

#### Halbfinal
Die ersten vier der regulären Saison treffen in den Halbfinal der SSL aufeinander. Falun und Växjö qualifizieren sich jeweils mit 4:1 für den Superfinal.
|           |   |               | Serie | 1   | 2         | 3   | 4   | 5    | 6 | 7 |
| --------- | - | ------------- | ----- | --- | --------- | --- | --- | ---- | - | - |
| Växjö IBK | – | Mullsjö AIS   | 4:1   | 6:3 | 5:9       | 4:3 | 6:4 | 6:5  | – | – |
| IBF Falun | – | Storvreta IBK | 4:1   | 6:1 | 7:8 n. V. | 7:2 | 4:7 | 11:3 | – | – |

#### Superfinal
Der Superfinal vom 22. April 2017 wird vom schwedischen Fernsehsender SVT live übertragen.
| 22. April 2017 15:15 Uhr |  | IBF Falun 22. J. Adriansson (A. Carlström) 1:2 22. S. Palmén (A. Hallén) 2:2 35. A. Carlström (E. Johansson) 4:3 39. J. Adriansson (E. Johansson) 4:3 59. A. Carlström (E. Johansson) 5:4 | 5:4 (0:2, 4:1, 1:1) Spielbericht | Växjö IBK 16. J. Sankell (V. Ahlroth) 0:1 16. A. Anderssonl (F. Kjellsson) 0:2 31. A. Anderssonl (M. Engel) 2:3 43. M. Jonsson (A. Anderssonl) 4:4 | Ericsson Globe, Stockholm Zuschauer: 12'792 |